# Bezirk Dietikon

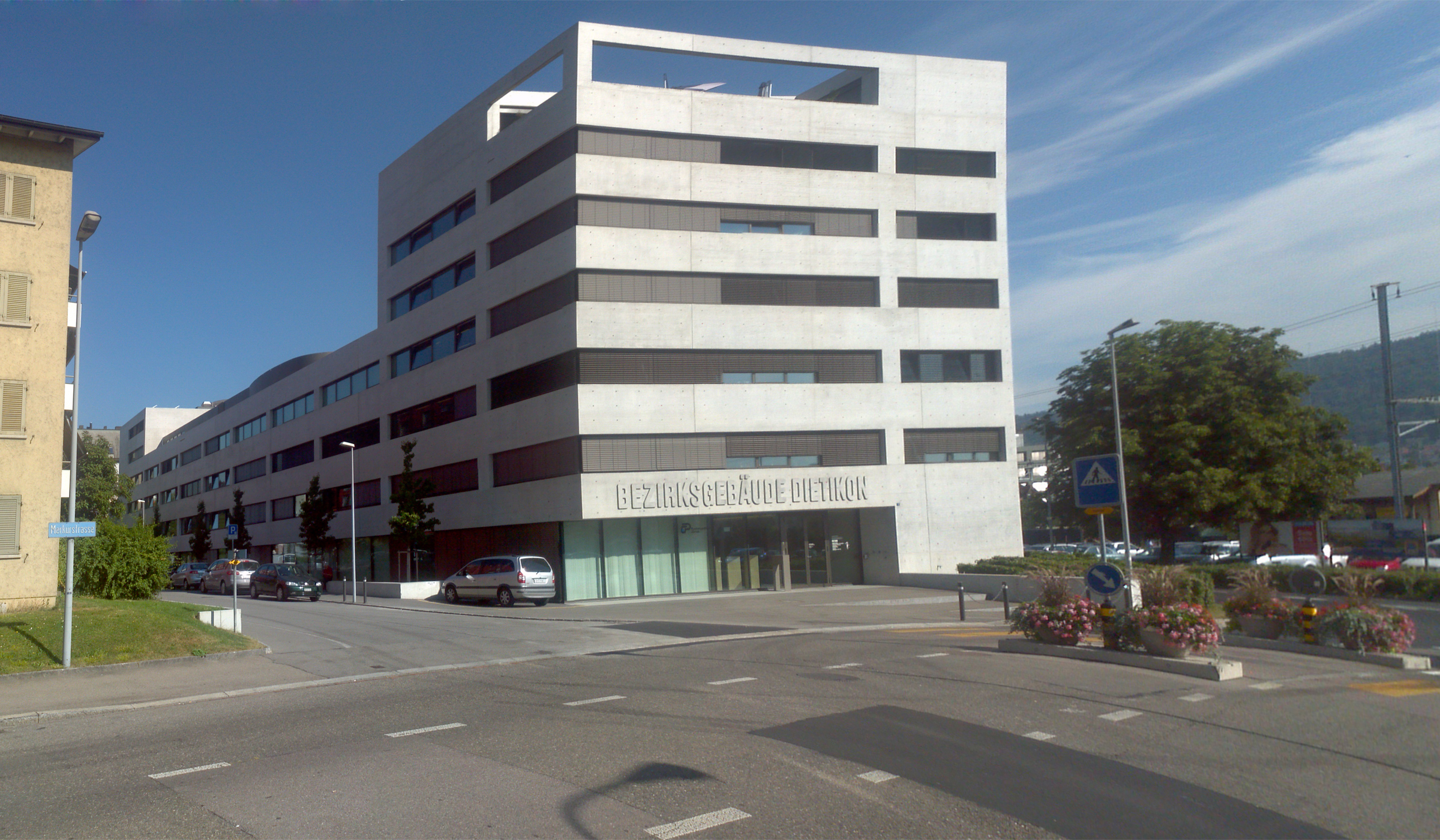
Bezirksgebäude Dietikon

Der Bezirk Dietikon ist ein städtisch geprägter Bezirk im Westen des Kantons Zürich in der Schweiz, der im Wesentlichen das Zürcher Limmattal umfasst.
Der Bezirk wurde per 1. Juli 1989 durch Abspaltung vom Bezirk Zürich gebildet. Die Abspaltung wurde von sämtlichen politischen Parteien unterstützt und im März 1985 von einer Mehrheit der Stimmberechtigten genehmigt. Einzig in den direkt betroffenen Gemeinden wurde die Abspaltung abgelehnt. Daraufhin wurde eine Volksinitiative lanciert, welche die Aufhebung des geplanten Bezirks verlangte. Die Volksinitiative kam im März 1988 zur Abstimmung und wurde wiederum von einer Mehrheit im Kanton abgelehnt.
Erster Statthalter des Bezirks war von 1989 bis 2001 Werner Pagnoncini (FDP). Seit 2017 wird das Amt durch Simon Hofmann (FDP) ausgeübt.
Bis 2008 verfügte Dietikon nicht über ein eigenes Bezirksgericht, zuständig war das Bezirksgericht Zürich. Das seit Juli 2008 bestehende Bezirksgericht Dietikon war anfänglich in den Räumlichkeiten der Zürcher Kollegen untergebracht und ist seit Ende März 2010 im neu errichteten Bezirksgebäude ansässig.

## Politische Gemeinden
| Wappen               | PLZ        | Gemeindename         | Einwohner (31. Dezember 2023) | Fläche | Einwohner pro km² |
| -------------------- | ---------- | -------------------- | ----------------------------- | ------ | ----------------- |
| Aesch ZH             | 8904       | Aesch (ZH)           | 1698                          | 5,24   | 324               |
| Birmensdorf ZH       | 8903       | Birmensdorf (ZH)     | 7263                          | 11,42  | 636               |
| Dietikon             | 8953       | Dietikon             | 28'201                        | 9,34   | 3019              |
| Geroldswil           | 8954       | Geroldswil           | 5261                          | 1,93   | 2726              |
| Oberengstringen      | 8102       | Oberengstringen      | 6812                          | 2,15   | 3168              |
| Oetwil an der Limmat | 8955       | Oetwil an der Limmat | 2593                          | 2,77   | 936               |
| Schlieren            | 8952       | Schlieren            | 20'581                        | 6,59   | 3123              |
| Uitikon              | 8142       | Uitikon              | 5510                          | 4,38   | 1258              |
| Unterengstringen     | 8103       | Unterengstringen     | 4308                          | 3,34   | 1290              |
| Urdorf               | 8902       | Urdorf               | 10'424                        | 7,58   | 1375              |
| Weiningen ZH         | 8104       | Weiningen (ZH)       | 5062                          | 5,38   | 941               |
| Total (11)           | Total (11) | Total (11)           | 97'713                        | 60,12  | 1625              |

## Veränderungen im Gemeindebestand

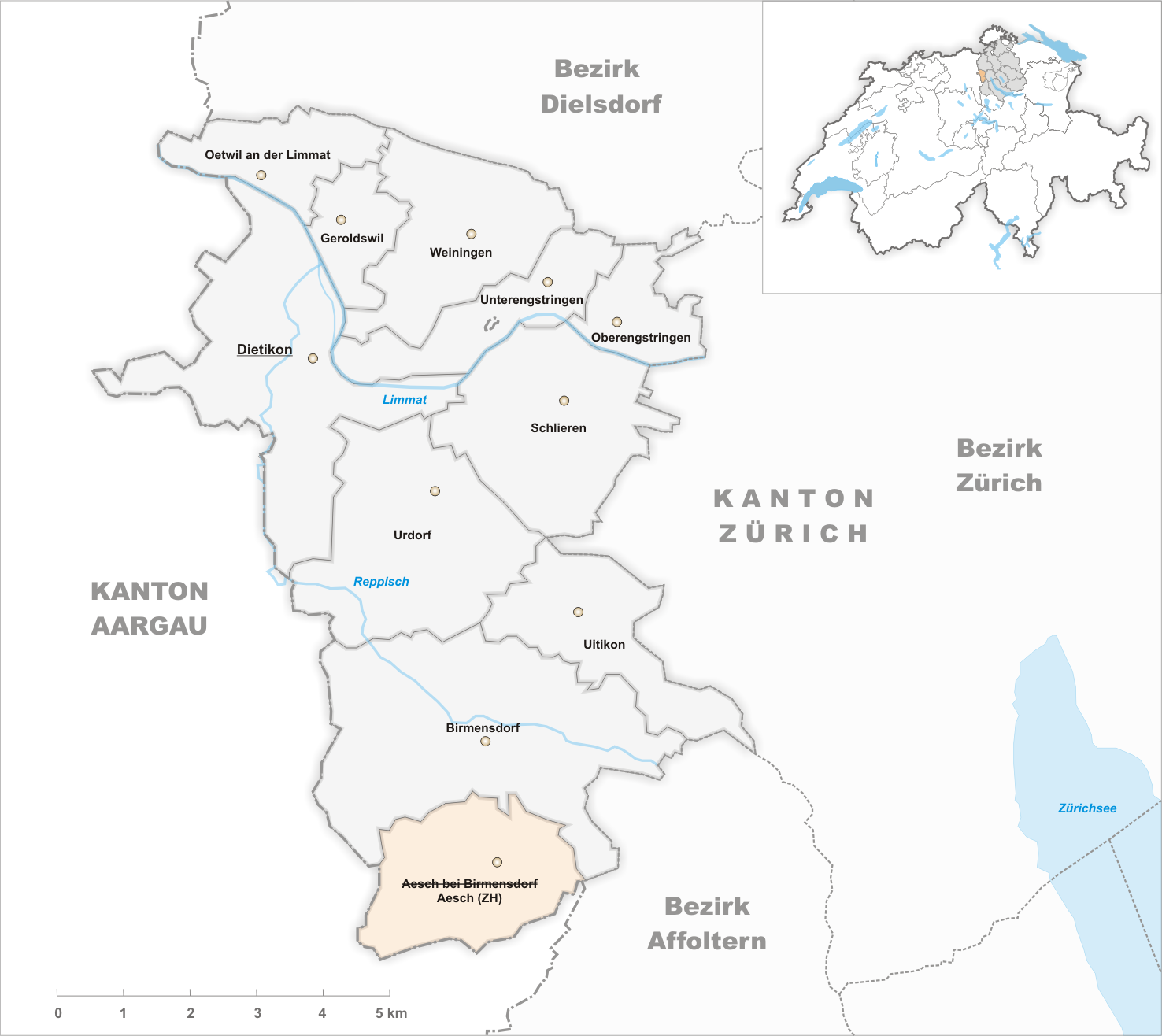
Gemeinden bis 2002

- 2003: Namensänderung Aesch bei Birmensdorf →  Aesch (ZH)

## Zivilgemeinden
Es bestehen keine Zivilgemeinden mehr.

## Ortschaften
| PLZ  | Name der Ortschaft  | Gemeinde                                 |
| ---- | ------------------- | ---------------------------------------- |
|      | Landikon            | Birmensdorf ZH                           |
| 8951 | Fahrweid            | Geroldswil Unterengstringen Weiningen ZH |
|      | Niederurdorf        | Urdorf                                   |
|      | Oberurdorf          | Urdorf                                   |
|      | Ringlikon           | Uitikon                                  |
|      | Waldegg bei Uitikon | Uitikon                                  |